# Carlos Galvão de Melo
Carlos Galvão de Melo (Buarcos, Figueira da Foz, 4 août 1921 — Estoril, 20 mars 2008 est un militaire et homme politique portugais, membre de la Junta de Salvação Nacional.
Issu d'une famille originaire de Mangualde, il est né à Figueira da Foz, où il avait l'habitude de passer ses vacances au mois d'août.
Il a fait ses études à Lisbonne, au « Liceu Camões », à l'Université classique, et à l'école militaire où il resta jusqu'en 1943.
En 1974, il a intégré la Junta de Salvação Nacional,  ce qui lui valut d'être vivement contesté par la gauche, finissant même par être emprisonné le 29 septembre 1974, suspecté d'être impliqué dans la manœuvre de la « majorité silencieuse », la veille.
Galvão de Melo a été candidat indépendant à l'Élection présidentielle portugaise de 1980, après avoir été député CDS à l'Assemblée constituante.
Il a également été président de l'association Amitié Portugal-Indonésie et de l'association Portugal-Irak.
Galvão de Melo est décédé le 20 mars 2008, à l'âge de 86 ans, victime d'une maladie foudroyante.